# Guarda-chuva

Partes de um guarda-chuva

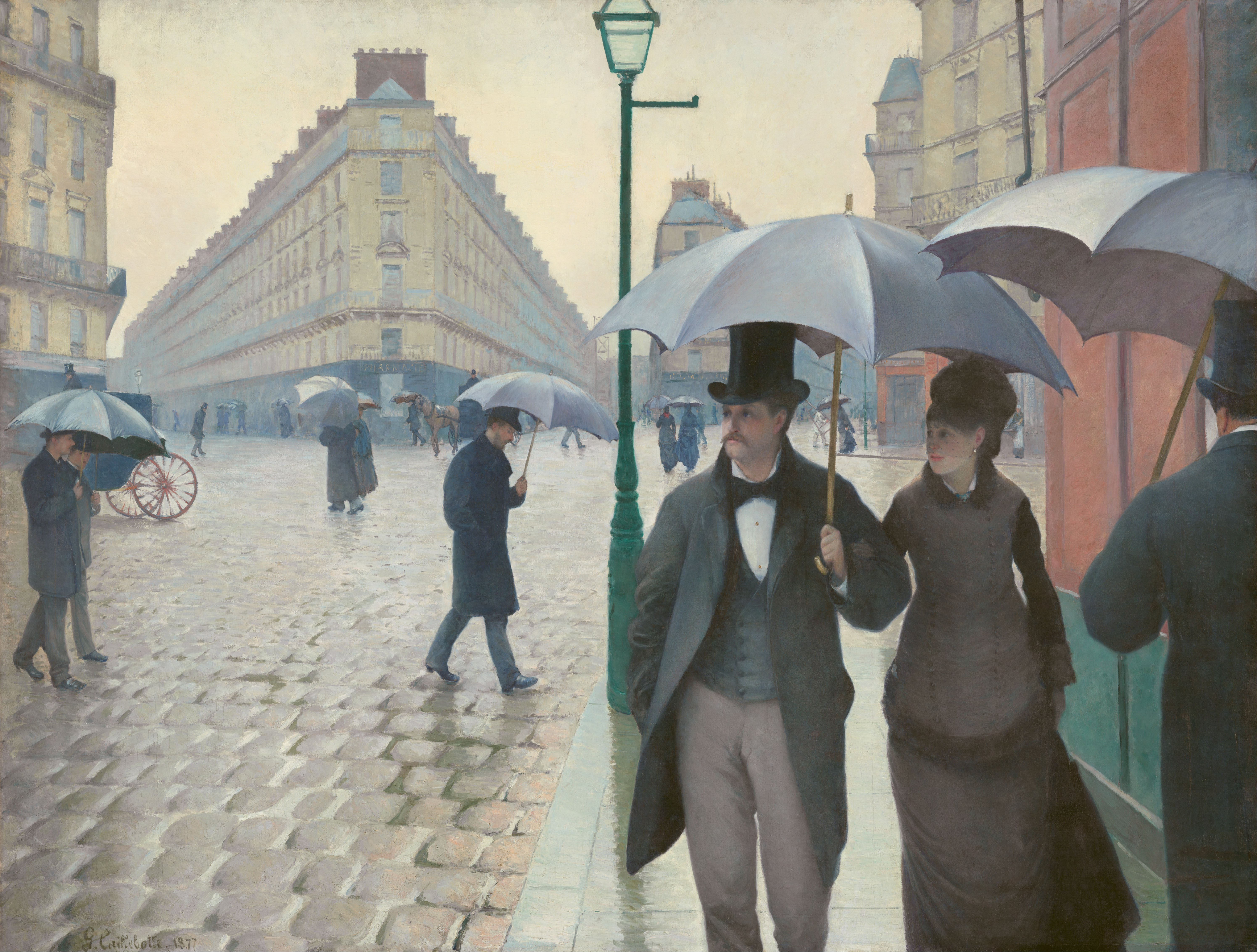
Gustave Caillebotte (1848–1894): Rue de Paris, temps de pluie, 1877.

Guarda-chuva, ou também chapéu de chuva, expressão alternativa usada em Portugal, ou  ainda de sombrinha, é um objeto usado para proteção contra sol e chuvas que consiste em um aramado suportado por uma haste, que sustenta uma tela feita geralmente de material plástico.

## Origem
Os mais antigos que se conhecem foram da Mesopotâmia, há 3400 anos.
Na Mesopotâmia, região do atual Iraque, há 3400 anos já existiam artefatos destinados a proteger a cabeça dos reis — contra o sol, não contra a chuva, uma raridade naquele lugar. Assim como os abanos, eram feitos de folhas de palmeiras, plumas e papiro. No Egito, adquiriram significado religioso e na Grécia e em Roma eram tidos como artigo exclusivamente feminino. Só no século XVIII a obstinação do comerciante inglês Jonas Hanway, um apaixonado por guarda-chuvas (versão inglesa do guarda-sol tropical), conseguiria torná-los dignos também de cavalheiros. Embora ridicularizado em vida, após a sua morte, em 1786, os ingleses aceitaram sair à rua munidos do acessório nos sempre frequentes dias de chuvas do país.

## Fabricação
Os guarda-chuvas, ao contrário dos guarda-sóis, tendem a ser fabricados com materiais leves a fim de que possam ser facilmente transportados, mesmo quando abertos. O tecido protetor é atualmente feito de diversos materiais impermeáveis.

## Cultura popular
É bastante popular em algumas culturas, fazendo parte de suas tradições artísticas, tal como no Carnaval Recife–Olinda.